# Marcell Jankovics
Marcell Jankovics (Budapest, 21 ottobre 1941 – Budapest, 29 maggio 2021) è stato un regista, animatore e sceneggiatore ungherese, oltre che artista grafico e fumettista.

## Biografia
Di origine serba, Jankovics nacque il 21 ottobre 1941 a Budapest, in Ungheria. Dal 1955 frequentò la scuola secondaria benedettina di Pannonhalma. Iniziò poi a lavorare al Pannónia Filmstúdió nel 1960. Qualche anno dopo partecipò al processo produttivo dei cortometraggi Tendenciar (1967), Hídavatás (1969), Mélyvíz (1970), L'occhio satirico (1971), Mással beszélnek (1971) e alla popolare serie televisiva Gustavo (Gusztáv, 1961-1977).
Nel 1973 lavorò all'importante pellicola che lo lanciò come animatore, Gianni il Prode (János vitéz), il primo lungometraggio animato ungherese. Per la sua realizzazione era stato formato un gruppo di 150 persone, oltre ad essere stato messo a disposizione un budget più che discreto. Affascinato da alcuni grafici stranieri, egli adottò uno stile ispirato alla grafica psichedelica del lungometraggio inglese Yellow Submarine e convertì in animazione lo scritto di un famoso poeta magiaro dell'Ottocento, Sándor Petőfi. Subito dopo, Jankovics collaborò per la realizzazione del cortometraggio Sisyphus (1974), candidato nel 1976 al premio Oscar al miglior cortometraggio d'animazione, e venne più tardi premiato con una palma d'oro a Cannes per il cortometraggio Küzdők (1977).
Nel 1981 vide la luce Figlio della cavalla bianca (Fehérlófia), il secondo lungometraggio animato di cui si occupò. Esso si ispira a una celebre leggenda ungherese relativa a un cavallo bianco e fonde vari stili d'animazione internazionali trasmettendo in maniera vivida degli elementi legati al folklore magiaro. In virtù di tali premesse, il lavoro venne pluripremiato, oltre a incoraggiare i produttori della Pannónia a finanziare una serie antologica che coinvolse Jankovics in maniera costante, Fiabe Ungheresi (Magyar népmesék, 1980-2011).
Negli anni 1980 il numero di lavori dal grande spessore diminuirono per via della complessa situazione in corso nella Repubblica Popolare d'Ungheria, tra cui si citano Tempi eroici (Daliás idök, 1983) di József Gémes, Biancaneve (Hófehér, 1983) di József Nepp, La città dei gatti (Macskafogó, 1986) di Béla Ternovszky e la serie animata Mondák a magyar történelemböl (lett. "Leggende della storia ungherese", 1986). Particolarmente travagliato fu il processo produttivo del suo quarto film, La tragedia dell'uomo, in produzione dal 1988 fino alla sua uscita nel 2011. Tratto da un importantissimo testo teatrale della drammaturgia ungherese scritto da Imre Madách, si tratta di un film d'animazione composto da tredici atti realizzati usando undici stili differenti. L'ipotesi era quella di ultimare ogni sequenza in maniera separata e a cadenza annuale, ma ogni sviluppo seguente al primo segmento si interruppe nel 1988, quando ebbe luogo l'uscita dell'Ungheria dal patto di Varsavia, che tra le altre cose portò alla chiusura dello studio cinematografico nazionale Pannónia Film. Lo scarso numero di fondi statali e privati, oltre che di studi, costrinse Jankovics a dedicarsi ad attività estranee al mondo dell'animazione digitale. Solo come detto nel 2011, dopo che l'artista ungherese si era dedicato al mondo dei fumetti e ad altri progetti, la pellicola fu infine assemblata in maniera definitiva e presentata in Austria al festival Anilogue. Dal 1985 in poi ricevette numerosi premi e candidature per gli annuali festival dell'animazione di Kecskemét, mentre nel 2009 fu proposto tra i papabili vincitori del Premio Leonardo Da Vinci nel mondo artistico che si tiene in Messico. Nel 2010 Jankovics curò un'edizione del poema Toldi, di genere epico cavalleresco e ottocentesco relativo alle avventure di un cavaliere ungherese medievale, in versione illustrata; il lavoro riscosse un grande successo.
Marcell Jankovics morì il 29 maggio 2021. Sempre nello stesso anno, ricevette un premio postumo alla carriera durante il Festival internazionale del cinema di Miskolc.

## Filmografia

### Lungometraggi
- Gianni il Prode (János vitéz) (1973)
- Figlio della Cavalla Bianca (Fehérlófia) (1981)
- Canto dell'Indio Miracoloso (Ének a Csodaszarvasról) (2002)
- La tragedia dell'uomo (Az ember tragédiája) (2011)

### Cortometraggi
- Tendenciák (1967)
- Hídavatás (1969)
- Mélyvíz (1970)
- Mással beszélnek (1971)
- Sisyphus (1974)
- Küzdők (1977)
- Prometheus (1992)

### Serie televisive
- Gustavo (Gusztáv) (1966-1979)
- Fiabe Ungheresi (Magyar népmesék) (1980-1996)
- Mondák a magyar történelemböl (1986-1988)
- Toldi (2021)

## Riconoscimenti
- Premio Oscar
  - 1976 – Candidatura per il miglior cortometraggio d'animazione per Sisyphus
- Palma d'oro
  - 1977 – Küzdők
- Premio KAFF
  - 1985 – Migliore serie per A Székely asszony és az ördög ("Una fiaba ungherese")
  - 1988 – Migliore animazione per Tangram
  - 1988 – Migliore serie cinematografica per l'episodio intitolato Mindent járó malmocska in Magyar népmesék
  - 1993 – Vincitore per la categoria Storia culturale per Jankula
  - 1996 – Migliore serie televisiva insieme a Mária Horvát per l'episodio A pityke és a kökény in Magyar népmesék
  - 2002 – Premio sponsorizzato dalla Commissione Nazionale della Radio e della Televisione per Ének a Csodaszarvasról
  - 2007 – Miglior linguaggio visivo per la sequenza intitolata Egy jottányit sem! ("Neanche uno iota!") da Az ember tragédiája VII. szín ("La tragedia dell'uomo parte 7") e menzione speciale della Giuria all'8º Festival dei Lungometraggi d'Animazione e degli Speciali TV per Az ember tragédiája
- Premi del festival internazionale di Miskolc 
  - 2021 – Premio postumo alla carriera